# Österreichisches Institut für Berufsbildungsforschung
Das Österreichische Institut für Berufsbildungsforschung (ÖIBF) ist eine außeruniversitäre wissenschaftliche Einrichtung mit Sitz in Wien.

## Geschichte
Das Österreichische Institut für Berufsbildungsforschung (ÖIBF) wurde 1970 durch das Berufsförderungsinstitut mit Unterstützung des Österreichischen Gewerkschaftsbundes, des Arbeiterkammertages (heute Bundesarbeitskammer) und der öffentlichen Hand gegründet (ÖIBF 1980: 1) und nahm 1971 seine Arbeit auf. In den beiden ersten Jahren hieß die Einrichtung »Institut für berufspädagogische Forschung und Entwicklung«. Das Institut bildete damit die erste fachspezifische Einrichtung der Berufsbildungsforschung in Österreich. Die Gründungspräsidentin war die damalige Bundesministerin für Wissenschaft und Forschung Hertha Firnberg. Die Institutsgründung des bis heute bestehenden Vereins fiel in eine Zeit des gesellschafts- und bildungspolitischen Aufbruchs in Österreich. Im Laufe der 1960er und 70er Jahre wurde das Bildungswesen in Österreich weitreichend reformiert: Im Jahr 1962 wurde das Schulorganisationsgesetz erlassen, im selben Jahr erfolgte die Einführung des Polytechnischen Lehrgangs (heute Polytechnische Schule), der als Vorbereitung für die Berufsausbildung konzipiert wurde. Mit Beginn des Schuljahrs 1966/67 wurde die Schulpflicht auf neun Jahre ausgedehnt, und im Jahr 1969 trat das Berufsausbildungsgesetz in Kraft, mit dem die Berufsausbildung in seiner dualen Form bis heute geregelt ist.
Seit Beginn der Institutsarbeit wurden rund 1.500 wissenschaftliche Forschungs- oder Entwicklungsprojekte durchgeführt.
Zwischen 1978 und 1996 wurde eine vierteljährliche Fachzeitschrift ÖIBF-Info (ISSN 1019-1801) herausgegeben. Von 1971 bis Mitte der 1990er Jahre fanden vom Institut veranstaltete wissenschaftliche Jahrestagungen zu den Themen Berufsbildung und Arbeitsmarkt am Bundesinstitut für Erwachsenenbildung in St. Wolfgang am Wolfgangsee oder in Wien statt. Für die ab 2008 abgehaltene Österreichische Konferenz für Berufsbildungsforschung ist das öibf Mitveranstalter dieser alle zwei Jahre in Steyr (Ö) stattfindenden größten bildungswissenschaftlichen Fachtagung Österreichs.

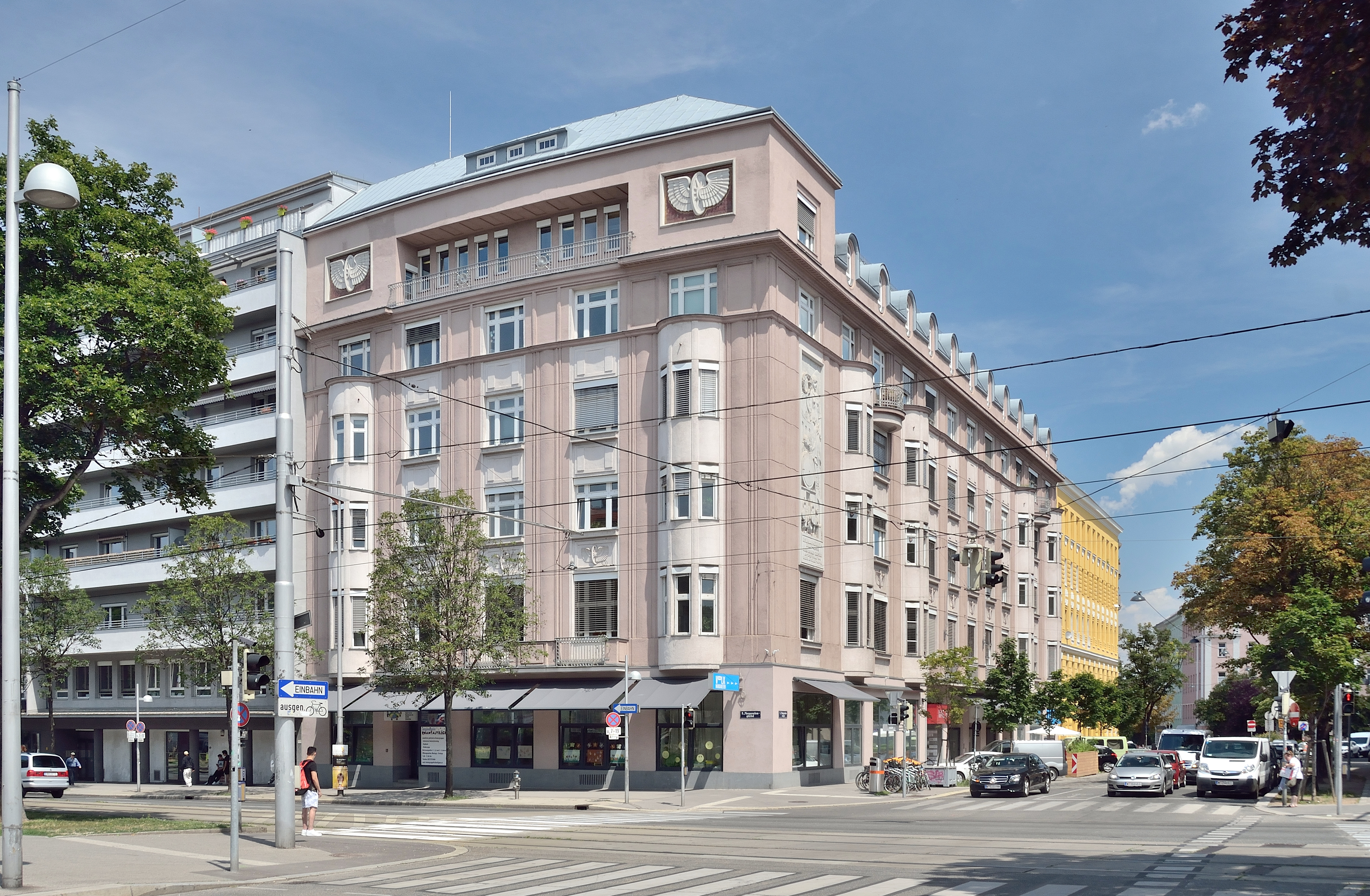
Eisenbahnerheim Standort des ÖIBF im 5. Wiener Gemeindebezirks

## Standort
Der Sitz des ÖIBF befindet sich in der Margaretenstraße 166/2. Stock des fünften Wiener Gemeindebezirks. Seinen Sitz hat das Institut seit 2010 im Eisenbahnerheim in Wien Margareten, das von dem Architekten Hubert Gessner in Zusammenarbeit mit seinem Bruder Franz 1912–1913 errichtet wurde.

## Kooperationen
Kooperationen mit nationalen und internationalen Fachorganisationen (etwa Bundesinstitut für Berufsbildung, Eidgenössisches Hochschulinstitut für Berufsbildung, Europäisches Zentrum für die Förderung der Berufsbildung) bestehen seit Beginn der Institutsarbeit. Weiters ist das Institut Mitglied der Arbeitsgemeinschaft Berufsbildungsforschung abf-austria und des österreichischen Konsortiums für das Fach- und Referenznetzwerks ReferNet der EU-Agentur CEDEFOP.
Die Forschungs- und Entwicklungsarbeiten werden vielfach in Kooperationen und transnationalen Projekten erbracht.

## Aktuelle Forschungsschwerpunkte
Die aktuellen Forschungs- und Entwicklungsvorhaben des Institutes werden überwiegend im Auftrag oder mit Förderung öffentlicher Stellen und von Interessenvertretungen durchgeführt. Die Themenfelder, in denen auftragsbezogen gearbeitet wird, sind:
- Berufliche Kompetenzentwicklung
- Bildungsentscheidungen und -beteiligung
- Qualität und Professionalisierung

## Arbeitsfelder
Zusätzlich zu den Forschungsschwerpunkten führt das ÖIBF in Zusammenarbeit mit unterschiedlichen Organisationen Projekte zu folgenden Arbeitsfeldern:
- Beruf & Bildung: Das ÖIBF entwickelt und evaluiert schon seit vielen Jahren unterschiedliche Formen von Arbeitsmarktmaßnahmen und beruflicher Bildung über die gesamte Lebensspanne hinweg.
- Bildungsberatung, Validierung & Professionalisierung: Die Tätigkeitsbereiche umfassen beispielsweise Koordination der Initiative Bildungsberatung Österreich, innovative Entwicklungsprojekte wie dem Pilotprojekt „Bildungsberatungs-Radar“ oder auch empirische und partizipative Studien zur Professionalisierung im Bereich der Erwachsenen- und Weiterbildung sowie der Validierung, Zertifizierung und Anerkennung von Kompetenzen.
- Digitalisierung & Humanismus: Das ÖIBF schafft wissenschaftliche Grundlagen und Entwicklungen für den digitalen Humanismus, setzt menschliche Werte und Grenzen für die Digitalisierung, digitales (ko-)kreatives und kritisches Design sowie inklusive Architektur und die Besetzung digitaler Räume ein.
- Qualität & Transparenz: Das ÖIBF ist unter anderem verfahrensverantwortliche Stelle für die externe Qualitätssicherung für anbieterneutrale Bildungsberatung in Österreich („IBOBB“) und dem Qualitätssicherungsverfahren für Wiener Bildungseinrichtungen („wien-cert“).

## Leitung und Organe
Das ÖIBF wurde im Jahr 1970 unter dem Namen „Institut für Berufspädagogische Forschung und Entwicklung“ auf Initiative des Berufsförderungsinstitutes und der Bundesministerien für Arbeit und Soziales sowie Wissenschaft und Forschung als Verein gegründet. Das Österreichische Institut für Berufsbildungsforschung ist ein gemeinnütziges Forschungsinstitut, dass zu den ersten außeruniversitären Forschungseinrichtungen in Europa zählt. Bei der Gründung des ÖIBF gliederte sich das Institut in Präsidium, Institutsleitung, Kuratorium, Geschäftsführung und Mitarbeiter mit mehr als 50 Personen in verschiedenen Positionen. In der unten angeführten Tabelle sind die Leitungspositionen seit der Gründung aufgelistet.
| Zeitraum  | Name                      | Position         |
| --------- | ------------------------- | ---------------- |
| 1970–     | Hertha Firnberg           | Präsidium        |
| 1970–     | Gerhard Weissenberg       | Präsidium        |
| 1970–     | Gertrude Fröhlich-Sandner | Präsidium        |
| 1970–     | Helmut Braun              | Institutsleitung |
| 1970–     | Bernhard Ingrisch         | Institutsleitung |
| 1970–     | Franz Mrkvica             | Institutsleitung |
| 1970–     | Hans Fellinger            | Institutsleitung |
| 1990–1994 | Gerhard Prager            | Institutsleitung |
| 1994–1997 | Eleonore Hostasch         | Institutsleitung |
| 1997–     | Michael Sturm             | Institutsleitung |
| 1970–1994 | Ilan Knapp                | Geschäftsführung |
| 1994–1997 | Maria Hofstätter          | Geschäftsführung |
| 1997–1999 | Ernst Gehmacher           | Geschäftsführung |
| 1999–2018 | Peter Schlögl             | Geschäftsführung |
| seit 2018 | Alexander Schmölz         | Geschäftsführung |